# Stylatula elegans
Stylatula elegans är en korallart som först beskrevs av Daniel Cornelius Danielssen 1860.  Stylatula elegans ingår i släktet Stylatula och familjen Virgulariidae. Enligt den svenska rödlistan är arten starkt hotad i Sverige. Arten förekommer i Götaland. Artens livsmiljö är havet. Inga underarter finns listade i Catalogue of Life.